# Слупечно
Слупечно (пол. Słupeczno) — село в Польщі, у гміні Високе Люблінського повіту Люблінського воєводства.
Населення — 232 особи (2011).
У 1975-1998 роках село належало до Замойського воєводства.

## Демографія
Демографічна структура станом на 31 березня 2011 року:
|          | Загалом | Допрацездатний вік | Працездатний вік | Постпрацездатний вік |
| -------- | ------- | ------------------ | ---------------- | -------------------- |
| Чоловіки | 108     | 29                 | 63               | 16                   |
| Жінки    | 124     | 20                 | 62               | 42                   |
| Разом    | 232     | 49                 | 125              | 58                   |